# Лявянгі
Лявянгі́, також лявангі́ або лавангі́ (азерб. Ləvəngi) — традиційна страва азербайджанської та іранської кухні. Загалом це начинка для курки або риби, до якої входять волоські горіхи, цибуля і різні приправи, але часто так називають усю готову страву. Рибний лявянгі — улюблена страва мешканців Ленкорану (місто на півдні Азербайджану), хоча загалом він найбільше поширений на Апшеронському півострові в Азербайджані, а також в Ленкоранському, Масаллинському, Сальянському і Нефтечалинському районах країни.

## Походження назви
Значення слова «лявянгі́» — щось начинене. Українською та російською мовою це слово також вимовляється як «лавангі» або «лявангі». «Ляван» перською — пузо або живіт, тому щось або хтось із набитим, начиненим животом буде називатися «лявянгі».

## Приготування
Лявянгі готують із дрібно тертої цибулі та молотих волоських горіхів із додаванням туршу (східна приправа з аличі) та інших приправ (сіль, перець тощо). Для риби додається ікра. Тушку курки або риби начинюють, після чого зашивають, а далі всю страву печуть в тандирі. У порцію кладуть частину курки (чи риби) і лявянгі окремо.

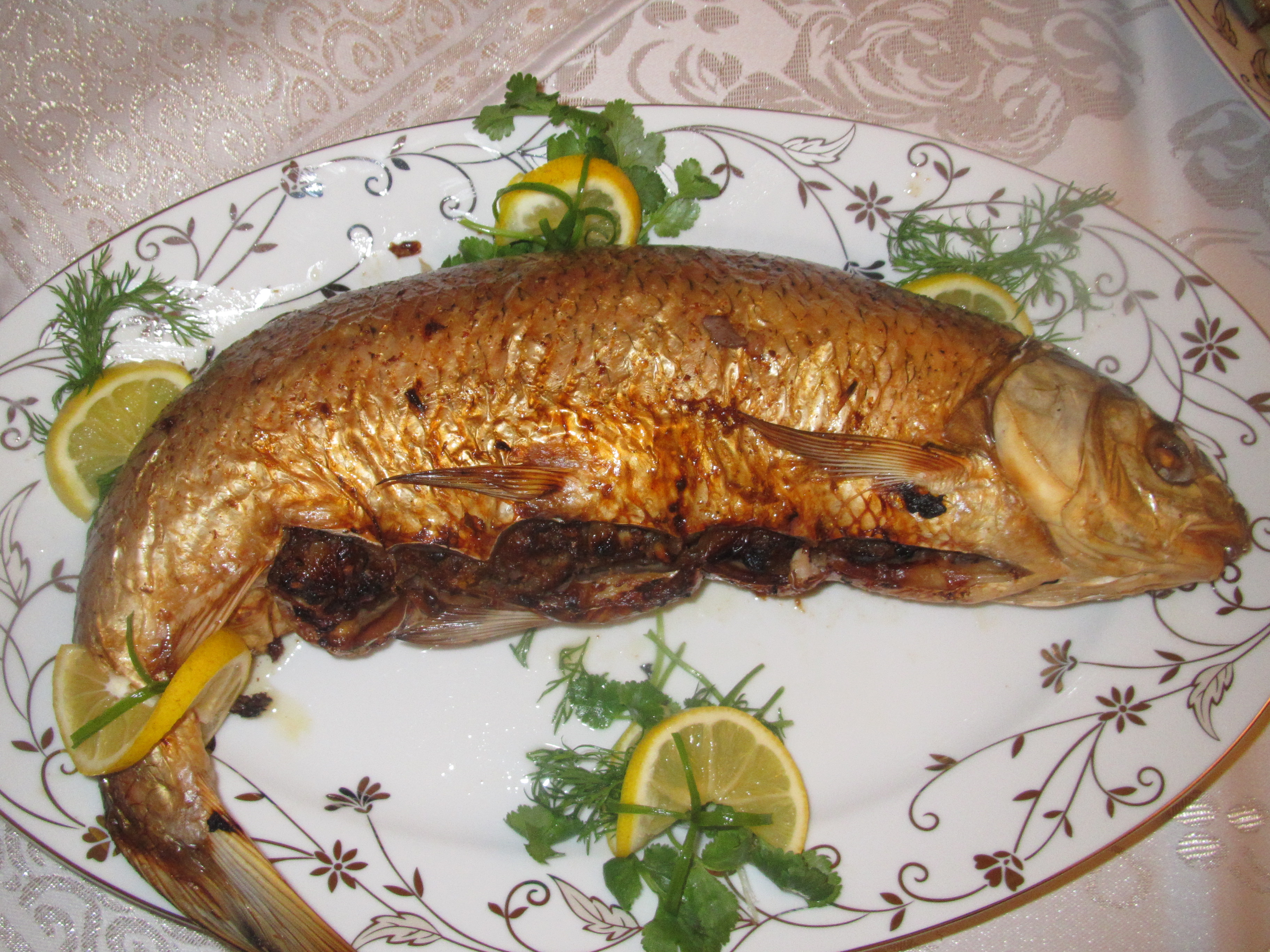
Лявянгі з рибою

### Лявянгі з рибою
Фаршировану рибу, яку також часто називається Balıq Ləvəngisi, зазвичай готують до свята Новруз. Найчастіше використовують рубу кутум (короп із Каспійського моря), але також підходить біла риба — білуга.
Іншими приправами для начинки слугують кислий чорнослив, кисла вишня чи сироп із соку гранату під назвою наршараб (азерб. narsharab; nar – назва гранату в Азербайджані). Ці приправи додаються до суміші з подрібненими волоськими горіхами і порізаною цибулею; якщо у риби є ікра, її також використовують у начинці.
Після приготування риби її подають зі шматочками лимона, хлібом і гранатовим сиропом наршараб.

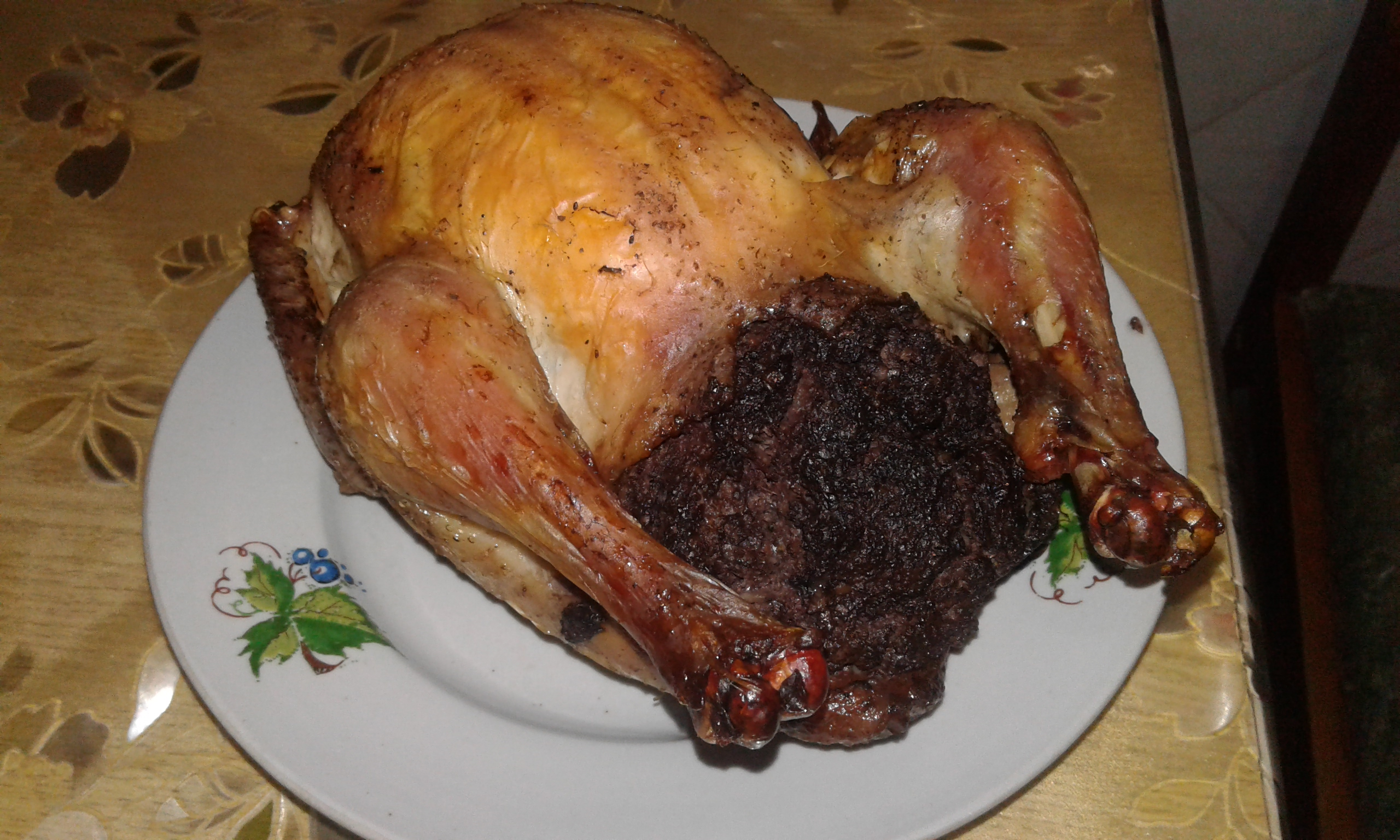
Лявянгі з куркою

### Лявянгі з куркою
Для фаршированої курки, що називається Toyuq Ləvəngisi, начинку роблять з пюре із цибулею, яке вижимають через тканину, щоб прибрати рідину, і перемішують з подрібненими волоськими горіхами і пюре з чорносливу (ймовірно з кислих сортів слив). Курку спочатку протирають сливовим пюре, перемішаним з сіллю і перцем, а потім начинюють згаданою сумішшю і запікають на середньому рівні в духовці до утворення скоринки.
Далі вона подається зі шматочками лимона і звичайним рисовим пловом, для якого рис смажать у маслі, а потім готують у курячому бульйоні із сезамом, імбирем, сіллю і перцем та подають зі смаженим мигдалем.

## Види та особливості
До страв з прісноводної риби, разом зі стравами гургут і бугламой відноситься і лявянгі. До карабаського лявянгі, на відміну від інших регіонів Азербайджану, додають сочевицю і рис, а до складу фаршу входять помідори, перець, селера, зелена цибуля, а також кисла лавашана з аличі, і, на відміну від інших регіонів, тут ця страва готується на пару.